# 신고금 와카집
신고킨와카슈(일본어: 新古今和歌集 신고금 와카집[*])는 1205년 고토바 상황의 칙명에 의해 편찬된 와카집이다. 총 20권으로 구성되어 있다. <만요슈> 이후를 범위로 하여 1205년에 일단 완성을 보았으나, 그 후 삽입·삭제가 1210년경까지 계속되었다.
완성된 책의 노래 수는 1978수(단가만 수록)로서 봄·여름·가을·겨울·하(賀)·애상·이별·기여(羈旅)·사랑·잡(雜)·신기(神祇)·석교(釋敎)로 나뉘었다.

## 작자

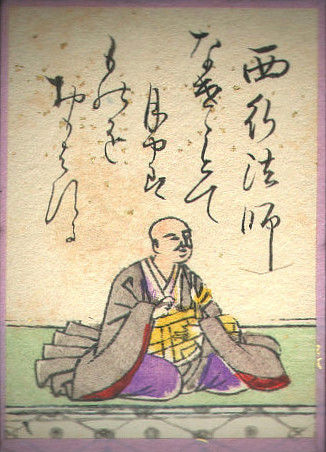
사이교 법사
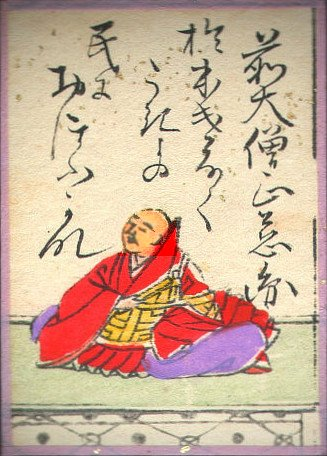
승정 지엔
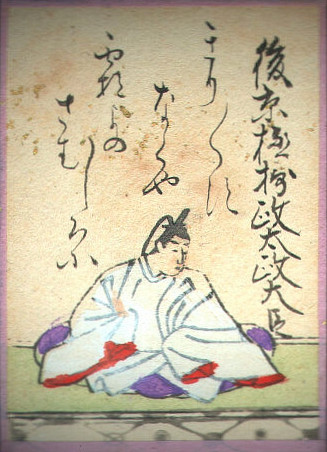
구조 요시쓰네
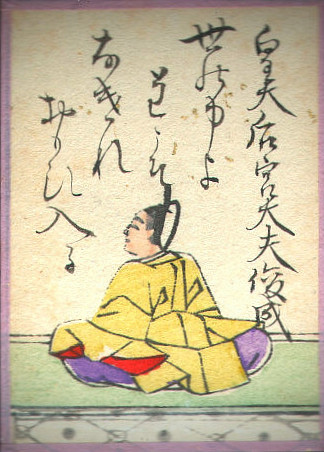
후지와라노 도시나리
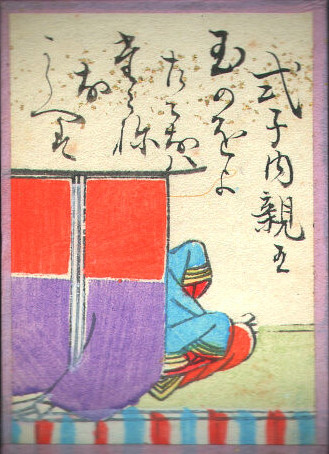
쇼쿠시 내친왕
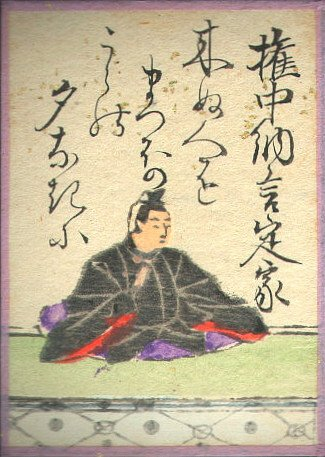
후지와라노 사다이에
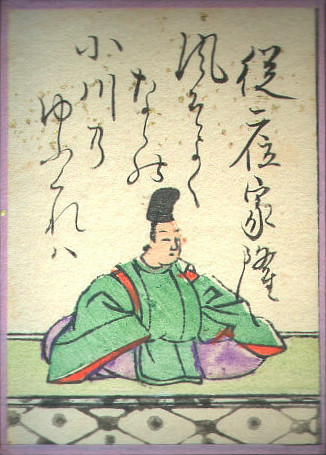
후지와라노 이에타카
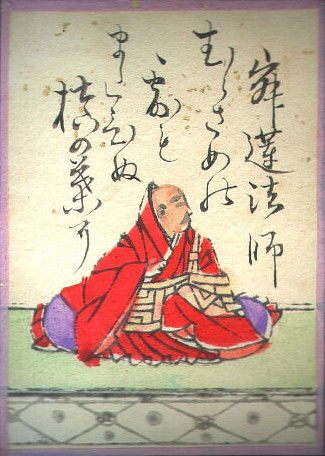
자쿠렌 법사
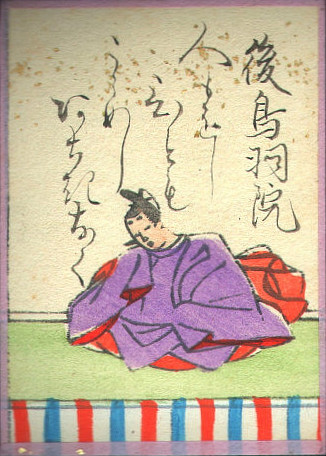
고토바 천황

그 밖에도 미나모토노 미치토모(源通具), 후지와라노 아리이에(藤原有家) 등이 있다.